# Departamento Sanagasta
Das Departamento Sanagasta liegt im Zentrum der Provinz La Rioja im Nordwesten Argentiniens und ist eine von 18 Verwaltungseinheiten der Provinz. 
Es grenzt im Norden an das Departamento Castro Barros, im Osten an das Departamento Capital und im Westen an die Departamentos Chilecito und Famatina. 
Die Hauptstadt des Departamento Sanagasta ist Villa Sanagasta.

## Städte und Gemeinden
Das Departamento Sanagasta ist in folgende Gemeinden aufgeteilt:
- Alta Gracia
- Huaco
- Villa Bustos
- Villa Sanagasta